# Эльце, Рихард
Рихард Эльце (нем. Richard Oelze; 29 июня 1900[…], Магдебург, Пруссия — 27 мая 1980[…] или 26 ноября 1980, Gut Posteholz, Нижняя Саксония) — немецкий художник-сюрреалист.

## Жизнь и творчество
В 1914 году Р. Эльце поступает в Школу прикладного искусства в родном Магдебурге, где изучает литографию (окончил в 1918). На вечерних курсах он изучает технику рисунка обнажённой натуры. В 1918 году его учителями были Рихард Винкель (Richard Winckel Архивная копия от 24 октября 2017 на Wayback Machine, 1870—1941) и Курт Тух (Kurt Tuch (нем.), 1877—1963). В 1919—1921 годах он продолжает обучение там же как стипендиат. В 1921—1925 годах — студент школы Баухауз, сначала в Веймаре, у Иоганнеса Иттена, а затем в Дессау, где в 1929 году получает место преподавателя. В 1926—1929 годах художник живёт и работает в Дрездене. Здесь он участвует в выставке Дрезденский сецессион.
В 1929—1930 он находится в швейцарской Асконе. Во время этой поездки Р. Эльце знакомится с работами мастеров-сюрреалистов (сперва по репродукциям). После недолгого пребывания в Берлине в 1932 году Эльце в период между 1932 и 1936 подолгу живёт в Италии на озере Гарда, а также в Париже. В Париже он завязывает знакомство с известными деятелями сюрреализма — Андре Бретоном, Сальвадором Дали, Полем Элюаром и Максом Эрнстом. Начиная с этого времени Эльце начинает работать в сюрреалистическом стиле. В 1933 году он был принят в парижский салон «Salon des Sur-Indépendants». В 1936—1937 годах живописец работает в Италии и Швейцарии, в 1938 он возвращается в Германию, и с 1939 живёт в Ворпсведе, в Ворпсведской колонии художников. В том же 1939 году Оцьце был мобилизован в германскую армию, был на фронте и затем попал в плен. Освободившись в 1945, он возвращается в Ворпсведе, здесь художник живёт и работает до 1962 года, после чего перебирается в имение Постехольц (нем.) близ Гамельна.
В 1959 и 1964 годах Р. Эльце участвует в выставках современного искусства «documenta II» и «documenta III» в Касселе. В 1965 художник принят в члены берлинской Академии художеств. В настоящее время Р. Эльце считается одним из крупнейших художников-сюрреалистов Германии. Его работы с успехом экспонировались на выставках в Нью-Йорке, Лондоне, Амстердаме, Париже и др. Одним из наиболее значительных произведений мастера признано полотно «Ожидание» (Die Erwartung, 1935—1936) Архивная копия от 24 октября 2017 на Wayback Machine. При Бременской картинной галерее хранится архив Рихарда Эльце.
Художник был награждён различными германскими премиями в области искусства (премия Макса Бекмана / Max-Beckmann-Preis Архивная копия от 24 октября 2017 на Wayback Machine, премия Карла-Эрнста Остхауза, Большой художественной премией земли северный Рейн-Вестфалия, Государственной премией в области культуры земли Нижняя Саксония и др. На родине художника, в Магдебурге, а также в Ворпсведе в его честь названы улицы (Oelzeweg и Richard-Oelze-Ring, соответственно).